# SDHD
SDHD (англ. Succinate dehydrogenase complex subunit D) – білок, який кодується однойменним геном, розташованим у людей на короткому плечі 11-ї хромосоми. Довжина поліпептидного ланцюга білка становить 159 амінокислот, а молекулярна маса — 17 043.
| 10         |  | 20         |  | 30         |  | 40         |  | 50         |
| ---------- |  | ---------- |  | ---------- |  | ---------- |  | ---------- |
| MAVLWRLSAV |  | CGALGGRALL |  | LRTPVVRPAH |  | ISAFLQDRPI |  | PEWCGVQHIH |
| LSPSHHSGSK |  | AASLHWTSER |  | VVSVLLLGLL |  | PAAYLNPCSA |  | MDYSLAAALT |
| LHGHWGLGQV |  | VTDYVHGDAL |  | QKAAKAGLLA |  | LSALTFAGLC |  | YFNYHDVGIC |
| KAVAMLWKL  |  |            |  |            |  |            |  |            |

A: Аланін

C: Цистеїн

D: Аспарагінова кислота

E: Глутамінова кислота

F: Фенілаланін

G: Гліцин

H: Гістидин

I: Ізолейцин

K: Лізин

L: Лейцин

M: Метіонін

N: Аспарагін

P: Пролін

Q: Глутамін

R: Аргінін

S: Серин

T: Треонін

V: Валін

W: Триптофан

Задіяний у таких біологічних процесах, як транспорт, цикл трикарбонових кислот, транспорт електронів, альтернативний сплайсинг. 
Білок має сайт для зв'язування з іонами металів, іоном заліза, гемом. 
Локалізований у мембрані, мітохондрії, внутрішній мембрані мітохондрії.